# Noé (bande dessinée)
 (septembre 2016).
Si vous disposez d'ouvrages ou d'articles de référence ou si vous connaissez des sites web de qualité traitant du thème abordé ici, merci de compléter l'article en donnant les références utiles à sa vérifiabilité et en les liant à la section « Notes et références ».
Pour les articles homonymes, voir Noé.
Noé est une bande dessinée de Stéphane Levallois, publiée aux Éditions Les Humanoïdes associés, en 2000.

## Présentation

### Première partie « L'Arche »
On rencontre dans ce premier livre plusieurs personnages, dont, évidemment, Noé. Mais ce n'est pas du tout un homme à barbe blanche, c'est un homme desséché par le désespoir dans son scaphandre, seul au milieu du désert à tirer son Arche. Il avance inlassablement, il ne regarde personne, semble ne rien entendre... Il traverse tous les chapitres et les vies des différents personnages, indifférent à la beauté et au sang. Personne ne parle, personne ne salit la page blanche avec ses mots, tout est dit en silence et seul un poème donne la parole au chapitre. C'est un film muet.
Vient ensuite un homme, une sorte d'explorateur solitaire qui tente de parler à Noé et de lui extirper des renseignements : il hurle, gesticule et agite son plan représentant des phares sous le nez du scaphandrier qui reste muet. Il s'en va.
Ces phares sont les prisons des filles des vents. Enfermées dans des cages à leur sommet, elles attendent, tentatrices nues et sauvages, un homme à tuer pour être libérées et rendues à leurs pères.
Autre rencontre, même si on le sait amoureux de ces paysages-là : Saint-Exupéry. Recueilli par les Bédouins de la tribu des Échassiers du Vent de l'Est, il n'atteindra jamais Agadir, avec plaisir semble-t-il.
Le dernier chapitre de cette partie s'appelle le Chevalier Aklin. C'est l'histoire d'un petit garçon avec son couple de scorpions qui découvre l'Arche durant sa construction.
Ce titre fait écho au jeu qu'avait inventé l'aviateur Saint-Exupéry pour les jours d'orage : ils devaient courir sous les toutes premières gouttes de la pluie. Les premiers qui sentaient une goutte devaient s'écrouler par terre tandis que le dernier à avoir échappé aux gouttes avait le droit d'être appelé Chevalier Aklin jusqu'à la prochaine tempête : il était le « protégé des dieux », le dernier survivant.

### Seconde partie « Le Sillon »
Le Sillon, c'est l'arrivée des soldats espagnols de Franco qui pendant l'entre-deux-guerres ont envahi le désert pour s'entraîner. Ils vont tuer, piller, violer l'âme et le corps des peuples de ce désert. Ils vont, comme l'indique le titre, labourer, marquer, trancher la terre.
Et même si ce sillon, matérialisé par la trace que laisse Noé tirant son fardeau, n'est pas le fruit des exactions des Espagnols, il est tout de même la preuve du mal que font les gens à un pays qu'ils ne connaissent pas, qu'ils croient pouvoir se dispenser de respecter, et qu'ils traversent sans comprendre.
La suite de ce livre muet est le résultat de toutes les rencontres entre les personnages du désert et l'armée.
Elles seront toutes meurtrières. Pourtant à la fin surgit l'espoir en la personne du petit Chevalier Aklin : il a survécu et Noé a même trouvé de l'eau pour son Arche. L'espoir est palpable, on le sent. S'ils sont vivants, tout peut recommencer.

## Édition
- Stéphane Levallois, Noé, Les Humanoïdes associés, 2000  (ISBN 2-7316-1407-2)

### Documentation
- Jean-Pierre Fuéri, « En avant, arche... », BoDoï, no 27,‎ février 2000, p. 11.